# Aero VT 100 Démant
De Aero VT 100 Démant is een Tsjechoslowaaks zweefvliegtuig gebouwd door Aero. De VT 100 vloog voor het eerst in november 1955. Twee gerestaureerde VT 100’s zijn nog vliegwaardig, verder hangt er nog één in het Letecké muzeum Kbely, het Tsjechisch Militair Luchtvaart Museum, in de Praagse wijk Kbely.

## Specificaties
- Lengte: 7,35 m
- Spanwijdte: 17,0 m
- Hoogte: 2,2 m
- Vleugeloppervlak: 20 m2
- Leeggewicht: 280 kg
- Max. startgewicht: 440 kg